# NGC 4416
NGC 4416 је спирална галаксија у сазвежђу Девица која се налази на NGC листи објеката дубоког неба.
Деклинација објекта је + 7° 55' 8" а ректасцензија 12h 26m 46,7s. Привидна величина (магнитуда) објекта NGC 4416 износи 12,3 а фотографска магнитуда 13,0. NGC 4416 је још познат и под ознакама UGC 7541, MCG 1-32-63, MK 1326, IRAS 12242+0811, CGCG 42-105, VCC 938, PGC 40743.